# Marquesado de la Villa de San Román
El marquesado de la Villa de San Román es un título nobiliario español creado el 2 de noviembre de 1614 por el rey Felipe III, con la denominación de «marquesado de San Román», a favor de Antonio Sancho Dávila y Toledo Colonna, III marqués de Velada,señor de San Román, consejero de Estado, presidente del Consejo de las Órdenes Militares, gobernador de Orán. La villa de San Román se encuentra en el municipio lugués de Cervantes.

## Antecedentes
Este título se creó originalmente con la denominación de «marquesado de San Román», siendo cambiada esta denominación por la de «Marquesado de la Villa de San Román», en 1916, al ser rehabilitado en 1917 por María de los Dolores de Bustos y Ruiz de Arana, por estar ya en vigor el marquesado de San Román, que había sido creado por Alfonso XII el 8 de enero de 1879 a favor de Eduardo Fernández San Román.

## Marqueses de la Villa de San Román
|                                                          | Titular                                                    | Periodo                                         |
| Creación por Felipe III                                  | Creación por Felipe III                                    | Creación por Felipe III                         |
| Marqueses de San Román (primitiva denominación)          | Marqueses de San Román (primitiva denominación)            | Marqueses de San Román (primitiva denominación) |
| -------------------------------------------------------- | ---------------------------------------------------------- | ----------------------------------------------- |
| I                                                        | Antonio Sancho Dávila y Toledo                             | 1614-1666                                       |
| II                                                       | Antonio Pedro Sancho Dávila y Osorio                       | 1666-1689                                       |
| III                                                      | Ana Dávila y Osorio                                        | 1689-1692                                       |
| IV                                                       | Melchor de Guzmán Osorio Dávila y Manrique de Zúñiga       | 1692-1710                                       |
| V                                                        | Ana Nicolasa de Guzmán y Córdoba Osorio Dávila             | 1710-¿?                                         |
| VI                                                       | Ventura Antonio Osorio de Moscoso y Guzmán Dávila y Aragón | ¿?-1734                                         |
| VII                                                      | Ventura Osorio de Moscoso y Fernández de Córdoba           | 1734-1776                                       |
| VIII                                                     | Vicente Joaquín Osorio de Moscoso y Guzmán                 | 1776-1816                                       |
| IX                                                       | Vicente Isabel Osorio de Moscoso y Álvarez de Toledo       | 1816-1837                                       |
| X                                                        | Vicente Pío Osorio de Moscoso y Ponce de León              | 1837-1864                                       |
| XI                                                       | José María Osorio de Moscoso y Carvajal-Vargas             | 1864-1881                                       |
| Rehabilitación por Alfonso XIII                          |                                                            |                                                 |
| Marqueses de la Villa de San Román (actual denominación) |                                                            |                                                 |
| XII                                                      | María de los Dolores de Bustos y Ruiz de Arana             | 1917-1968                                       |
| XIII                                                     | María del Perpetuo Socorro Osorio de Moscoso y Reynoso     | ? -1976                                         |
| XIV                                                      | María del Pilar Paloma de Casanova-Cárdenas y Barón        | 1976-actual titular                             |

## Historia de los marqueses de la Villa de San Román
- Antonio Sancho Dávila y Toledo Colonna (1590-1666), I marqués de San Román (antigua denominación. Se denomina «marquesado de la Villa de San Román», desde 1917), III marqués de Velada.

Casó con Constanza Pilar Osorio y Manrique de Lara, hija de Pedro Álvarez Osorio, VIII marqués de Astorga, IX conde de Trastámara, IX conde de Santa Marta de Ortigueira. Le sucedió su hijo:
- Antonio Pedro Sancho Dávila y Osorio (m. 1689), II marqués de San Román (antigua denominación), IV marqués de Velada, X marqués de Astorga, XI conde de Trastámara, XI conde de Santa Marta de Ortigueira, dos veces grande de España, XII señor del condado de Villalobos, XI señor de los estados de Guadamora, la Ventosa, VI señor del de Villanueva, señor de los Estados de Poula, Refoxos, Milmanda, gentilhombre de cámara de Carlos II, embajador en Roma, virrey y capitán general de Valencia (1664-1666), virrey y capitán general de Nápoles (1672-1675), mayordomo mayor de la reina madre María Luisa, capitán general de artillería, del Consejo de Estado.

Casó con Juana María de Velasco y Osorio, III marquesa de Salinas del Río Pisuerga, hija de Luis de Velasco e Ibarra, II marqués de Salinas del Río Pisuerga, y de Ana Osorio Manrique. Sin descendencia.
Casó con Ana María de Guzmán y Silva, III condesa de Saltés.
Casó con María Pimentel y Fajardo, hija de Juan Francisco Alonso-Pimentel y Ponce de León, X conde-duque de Benavente. Sin descendencia. Le sucedió su hermana:
- Ana Dávila y Osorio (m. 26 de julio de 1692), III marquesa de San Román (antigua denominación), V marquesa de Velada, XI marquesa de Astorga, XII condesa de Trastámara, XII condesa de Santa Marta de Ortigueira, tres veces grande de España, XIII señora del condado de Villalobos, XI señora del oficio de alférez mayor del Pendón de la Divisa.

Casó con Manuel Luis de Guzmán y Zúñiga, IV marqués de Villamanrique, VII marqués de Ayamonte. Le sucedió su hijo:
- Melchor de Guzmán Osorio Dávila Manrique de Zúñiga (m. 1710), IV marqués de San Román (antigua denominación), VI marqués de Velada, XII marqués de Astorga, V marqués de Villamanrique, VIII marqués de Ayamonte, XIII conde de Trastámara, XIII conde de Santa Marta de Ortigueira, V conde de Saltés, XIV conde de Nieva, conde de Manzanares.

Casó con Antonia Basilisa de la Cerda, hija de Juan Francisco de la Cerda-Foix, VIII duque de Medinaceli. Sin sucesión.
Casó con Mariana Fernández de Córdoba y Figueroa, hija de Luis Ignacio Fernández de Córdoba y Aguilar, VI marqués de Priego , VI duque de Feria. Le sucedió, de su segundo matrimonio, su hija:
- Ana Nicolasa de Guzmán y Córdoba Osorio Dávila (1692-1762), V marquesa de San Román (antigua denominación)), IV duquesa de Atrisco (por heredar los derechos del ducado de Atrisco, al morir sin sucesión las dos hijas del I duque de Atrisco y ser ella sobrina de la segunda mujer del I duque de Atrisco), V duquesa de Medina de las Torres, XIII marquesa de Astorga, VI marquesa de Villamanrique, IX marquesa de Ayamonte, XIV condesa de Trastámara, VI condesa de Saltés, XV condesa de Nieva, XIV condesa de Santa Marta de Ortigueira, VII marquesa de Velada.

Casó con Antonio Gaspar Osorio de Moscoso Benavides, alias Osorio de Moscoso y Aragón, IX conde de Altamira, XI conde de Monteagudo, VII marqués de Almazán, VII conde de Lodosa, VIII marqués de Poza, III marqués de Morata de la Vega, V duque de Sanlúcar la Mayor, IV marqués de Leganés, VII conde de Arzarcóllar. Le sucedió:
- Ventura Antonio Osorio de Moscoso y Guzmán Dávila y Aragón (1707-1734), VI marqués de San Román (antigua denominación), XV conde de Santa Marta, etc.

Casó con Buenaventura Francisca Fernández de Córdoba y Folch de Cardona, XI duquesa de Sessa. Le sucedió su hijo:
- Ventura Osorio de Moscoso y Fernández de Córdoba (1731-1776), VII marqués de San Román (antigua denominación), V duque de Atrisco, XV marqués de Astorga, XVI conde de Cabra, VII duque de Sanlúcar la Mayor, VII duque de Medina de las Torres, XII duque de Sessa, IX duque de Baena, X duque de Soma, VI marqués de Leganés, VIII marqués de Velada, X conde de Altamira, IX marqués de Almazán, X marqués de Poza, V marqués de Morata de la Vega, VI marqués de Mairena, XIII marqués de Ayamonte, VIII marqués de Villamanrique, V marqués de Monasterio, XIV conde de Monteagudo, IX conde de Lodosa, IX conde de Arzarcóllar, XVII conde de Nieva, VIII conde de Saltés, XV conde de Trastámara, XVI conde de Santa Marta de Ortigueira, XVII conde de Palamós, XI conde de Oliveto, XVII conde de Avellino, XVII conde de Trivento, XVI vizconde de Iznájar, XXVI barón de Bellpuig, XI barón de Calonge y de Liñola.

Casó con María de la Concepción de Guzmán y Fernández de Córdoba, hija de José de Guzmán y Guevara, VI marqués de Montealegre, VI marqués de Quintana del Marco, conde de Castronuevo, conde de los Arcos, XII conde de Oñate, conde de Villamediana, marqués de Campo Real, marqués de Guevara y de María Felicha Fernández de Córdoba y Spínola, hija de Nicolás María Fernández de Córdoba y Figueroa, X duque de Medinaceli, IX marqués de Priego. Le sucedió su hijo:
- Vicente Joaquín Osorio de Moscoso y Guzmán (1756-1816), VIII marqués de San Román (antigua denominación), VI duque de Atrisco, XI conde de Altamira, VIII duque de Sanlúcar la Mayor, VIII duque de Medina de las Torres, XI duque de Baena, XIV duque de Sessa, XII duque de Soma, XV duque de Maqueda, XVI marqués de Astorga, IX marqués de Velada, VII marqués de Leganés, XIV marqués de Ayamonte, XI marqués de Poza, IX marqués de Villamanrique, X marqués de Almazán, VI marqués de Morata de la Vega, XVI marqués de Elche, VI marqués de Monasterio, VII marqués de Mairena, XVIII conde de Palamós, X conde de Lodosa, X conde de Arzarcóllar, XVII conde de Santa Marta de Ortigueira, XVI conde de Tastámara, XVII conde de Cabra, XV conde de Monteagudo, XVIII conde de Nieva, IX conde de Saltés, XXVII barón de Bellpuig, XVII vizconde de Iznájar.

Casó con María Ignacia Álvarez de Toledo y Gonzaga, hija de Antonio María José Álvarez de Toledo y Pérez de Guzmán el Bueno, X marqués de Villafranca deel Bierzo, y de María Antonia Dorotea Gonzaga y Caracciolo, hija de Francesco Gonzaga I duque de Solferino.
En segundas nupcias , casó, con María Magdalena Fernández de Córdoba y Ponce de León, hija de Joaquín Fernández de Córdoba III marqués de la Puebla de los Infantes. Le sucedió, de su primer matrimonio, su hijo:
- Vicente Isabel Osorio de Moscoso y Álvarez de Toledo (1777-1837), IX marqués de San Román (antigua denominación), VII duque de Atrisco, X duque de Sanlúcar la mayor, IX duque de Medina de las Torres, XV duque de Sessa, XIII duque de Soma, XVI duque de Maqueda, XII duque de Baena, XVII marqués de Astorga, VIII marqués de Leganés, X marqués de Velada, XV marqués de Ayamonte, X marqués de Villamanrique, XII marqués de Poza, VII marqués de Morata de la Vega, VII marqués de Monasterio, VIII marqués de Mairena, XVII marqués de Elche.

Casó con María del Carmen Ponce de León y Carvajal, VIII marquesa de Castromonte, V condesa de Garcíez, hija de Antonio María Ponce de León Dávila y Carrillo de Albornoz, III duque de Montemar, VIII marqués de Castromonte, V conde de Valhermoso, IV conde de Garcíez, y de María del Buen Consejo Carvajal y Gonzaga, hija de Manuel Bernardino de Carvajal y Zúñiga, VI duque de Abrantes, V duque de Linares, etc.. Le sucedió su hijo:
- Vicente Pío Osorio de Moscoso y Ponce de León (11 de julio de 1801, Madrid-22 de febrero de 1864, Madrid), X marqués de San Román (antigua denominación), XVIII marqués de Astorga, XIX conde de Cabra, dos veces grande de España, X duque de Sanlúcar la Mayor, X de Medina de las Torres, VIII de Atrisco, XVI de Sessa, XIV de Terranova (hasta 1860 en que se produjo la caída del Reino de las Dos Sicilias), XIV de Santángelo (hasta 1860), XIV de Andría (hasta 1860), XIII de Baena, XIV de Soma, XVII de Maqueda y IV de Montemar, IX marqués de Leganés, XI de Velada, XIII conde de Altamira, 14 veces grande de España, XIV Príncipe (hasta 1860) de Aracena, de Maratea, de Jaffa y de Venosa, XII Marqués de Almazán, XIII de Poza, VIII de Morata de la Vega, IX de Mairena, XVI de Ayamonte, XI de Villamanrique, VIII de Monasterio, XVIII de Elche, X de Castromonte, XI de Montemayor y VII del Águila, XVII conde de Monteagudo, XII de Lodosa, XII de Arzarcóllar, XX de Nieva, XII de Saltés, XVIII de Trastámara, XIX de Santa Marta de Ortigueira, XX de Palamós, XIV de Oliveto, XX (hasta 1860) de Trivento, XX (hasta 1860) de Avellino, VI de Garcíez, VII de Valhermoso y XI de Cantillana, XIX vizconde de Iznájar, XXIX barón de Bellpuig, XIV (hasta 1860) de Calonge y de Liñola, comendador mayor de la Orden de Calatrava y último poseedor de los cuantiosos mayorazgos con todos sus bienes (villas, territorios jurisdiccionales, oficios, patronatos, rentas y presentaciones) hasta 1842 (Leyes de Mendizábal de Desamortización de Mayorazgos) de todas las Casas cuyas líneas sucesorias representaba, principalmente las de Osorio (líneas de Astorga y de Poula), Moscoso (Altamira), Cárdenas (Maqueda), Sarmiento (líneas de Santa Marta de Ortigueira y de Atrisco), Fernández de Córdova (línea del Gran Capitán y línea de Cabra), Guzmán (líneas de Olmos de Río Pisuerga, Saltés, Medina de las Torres , Leganés, Morata de la Vega y Sanlúcar la Mayor o del Conde-Duque), Folch de Cardona (líneas de Soma y de Bellpuig), Requeséns (líneas de Oliveto, Palamós y Avellino), Ponce de León (línea de la Torre de Don Rodrigo), Vicentello (línea de Cantillana), Silva (rama primogénita, línea del Águila, primogenitura de Montemayor), Hurtado de Mendoza (líneas de Monteagudo y Almazán), Rojas (línea de Poza), Dávila (líneas de San Román y de Valhermoso), Zúñiga (líneas de Villamanrique y de Nieva), Carrillo de Albornoz (línea de Montemar), Quesada (línea de Garcíez), Baeza (línea de Castromonte), Navarra (línea de Lodosa), etc. Fue el último representante de esta línea de la familia Osorio que mantuvo unido todo el patrimonio hereditario acumulado por sus ascendientes y que lo convertían en uno de los principales magnates de España en su época.

Casó con María Luisa de Carvajal-Vargas y Queralt (Palacio de Aranjuez, 20 de marzo de 1804-Madrid, 2 de septiembre de 1843), hija de José Miguel de Carvajal y Vargas, II duque de San Carlos, VI conde del Puerto, conde de Castillejo. Le sucedió su hijo:
- José María Osorio de Moscoso y Carvajal, (Madrid, 12 de abril de 1828-Córdoba, 4 de noviembre de 1881), XI marqués de San Román (antigua denominación), XIX marqués de Astorga, XX conde de Cabra, dos veces grande de España, XVI duque de Sessa, V de Montemar y IX de Atrisco, X marqués de Leganés, XIV conde de Altamira, cinco veces grande de España, VIII marqués del Águila, IX de Morata de la Vega, XIX conde de Trastámara, caballero de la Orden de Alcántara (30 de marzo de 1844), caballero de la insigne Orden del Toison de Oro.

Casó con en el Palacio Real de Madrid con Luisa Teresa de Borbón, infanta de España.
Rehabilitación en 1917, con la denominación de «marquesado de la Villa de San Román», por
- María de los Dolores de Bustos y Ruiz de Arana (1894-1968), XII marquesa de la Villa de San Román, biznieta de Vicente Pío Osorio de Moscoso X marqués de San Román (antigua denominación), ya que la hija de éste, María Rosalía Osorio de Moscoso XIV duquesa de Baena, X marquesa de Castromonte, condesa de Nieva y condesa de Garcíez, casó con José María Ruiz de Arana y Saavedra VIII conde de Sevilla la Nueva y vizconde de Mamblas, que tuvieron por hija a María Isabel Ruiz de Arana y Osorio de Moscoso, XXII condesa de Nieva y condesa de Oliveto, que casó con Alfonso de Bustos y Bustos IX marqués de Corvera que fueron los padres de María de los Dolores de Bustos y Ruiz de Arana. Sin descendencia. Le sucedió:

- María del Perpetuo Socorro Osorio de Moscoso y Reynoso (1899-1980), XIII marquesa de la Villa de San Román, XX duquesa de Sessa, XX duquesa de Maqueda, IV duquesa de Santángelo, XVII marquesa de Ayamonte, XXIV condesa de Cabra , XX marquesa de Astorga, XIII marquesa del Águila, de Elche, de Trastámara, de Nieva, XVIII de Priego, de Lodosa, XII condesa de Fuenclara.

Casó con Leopoldo Barón y Torres. Le sucedió su nieta, hija de María de los Dolores Barón y Osorio de Moscoso (1917-1989), XXI duquesa de Maqueda, marquesa de Montemayor, XIV marquesa del Águila, condesa de Valhermoso, condesa de Monteagudo de Mendoza, baronesa de Liñola y de su esposo Baltasar de Casanova-Cárdenas y de Ferrer.
- María del Pilar Paloma de Casanova-Cárdenas y Barón (n. 1947), XIV marquesa de la Villa de San Román, XXII duquesa de Maqueda, XXIV marquesa de Astorga, XXI marquesa de Távara, XIX marquesa de Ayamonte, XXIII marquesa de Elche, XXVI condesa de Cabra (estos dos títulos por designación autorizada de su tío Fernando Barón y Osorio de Moscoso XVIII marqués de Ayamonte y XV conde de Cabra), condesa de Valhermoso, condesa de Monteagudo de Mendoza, baronesa de Liñola, grande de España.

Casó en 1975 con Francisco José López Becerra de Solé y Martín de Vargas, señor de Tejada, señor de Valdeosera, abogado, poseedor, entre otras distinciones de la Encomienda de Isabel la Católica , Cruz al Mérito Militar con distintivo blanco, comendador de la Orden del Mérito Civil de las reales academias de Córdoba y Zaragoza, académico de número de la Academia Andaluza de la Historia.